# Liste der Bodendenkmäler in Eberfing
Auf dieser Seite sind die Bodendenkmäler in der oberbayerischen Gemeinde Eberfing zusammengestellt. Diese Tabelle ist eine Teilliste der Liste der Bodendenkmäler in Bayern. Grundlage ist die Bayerische Denkmalliste, die auf Basis des Bayerischen Denkmalschutzgesetzes vom 1. Oktober 1973 erstmals erstellt wurde und seither durch das Bayerische Landesamt für Denkmalpflege geführt wird. Die folgenden Angaben ersetzen nicht die rechtsverbindliche Auskunft der Denkmalschutzbehörde.

## Bodendenkmäler in Eberfing
| Lage                          | Objekt | Akten-Nr.     | Bild                                                          |
| ----------------------------- | --- | ------------- | ------------------------------------------------------------- |
| (Standort)                    | Grabhügel mit Bestattungen der Bronze- und Urnenfelderzeit. | D-1-8133-0026 |                                                               |
| (Standort)                    | Grabhügel vorgeschichtlicher Zeitstellung. | D-1-8133-0027 |                                                               |
| (Standort)                    | Siedlung der römischen Kaiserzeit oder Hofwüstung des Mittelalters und der frühen Neuzeit.                                                                      | D-1-8133-0029 |                                                               |
| (Standort)                    | Untertägige spätmittelalterliche und frühneuzeitliche Befunde im Bereich der katholischen Filialkirche St. Hilaria und Afra in Arnried und ihres Vorgängerbaus. | D-1-8133-0064 | Untertägige spätmittelalterliche und frühneuzeitliche Befunde |
| (Standort)                    | Grabhügel vorgeschichtlicher Zeitstellung, u. a. mit Bestattungen des Endneolithikums (Schnurkeramik)                                                           | D-1-8233-0041 |                                                               |
| (Standort)                    | Grabhügel vorgeschichtlicher Zeitstellung. | D-1-8233-0042 |                                                               |
| (Standort)                    | Grabhügel vorgeschichtlicher Zeitstellung. | D-1-8233-0043 |                                                               |
| (Standort)                    | Grabhügel vorgeschichtlicher Zeitstellung. | D-1-8233-0044 |                                                               |
| (Standort)                    | Grabhügel vorgeschichtlicher Zeitstellung. | D-1-8233-0045 |                                                               |
| (Standort)                    | Grabhügel vorgeschichtlicher Zeitstellung. | D-1-8233-0046 |                                                               |
| Escherstraße 9 (Standort)     | Untertägige frühneuzeitliche Befunde im Bereich der katholischen Filialkirche Unsere Liebe Frau in Untereberfing und ihres Vorgängerbaus.                       | D-1-8233-0111 | Untertägige frühneuzeitliche Befunde                          |
| Ettinger Straße 12 (Standort) | Untertägige mittelalterliche und frühneuzeitliche Befunde im Bereich der katholischen Pfarrkirche St. Laurentius in Untereberfing und ihres Vorgängerbaus.      | D-1-8233-0112 | weitere Bilder                                                |